# Johann Sigismund Strodtmann
Johann Sigismund Strodtmann, auch Siegismund oder Sigmund, (* 20. Juli 1797 in Hadersleben; † 12. September 1888 in Wandsbek) war ein deutscher Theologe und Philologe.

## Leben und Wirken
Johann Sigismund Strodtmann war ein Sohn des Theologen Adolph Heinrich Strodtmann und dessen erster Ehefrau Elisabeth Magdalena, geborene Cretschmer. Er besuchte die Gelehrtenschule in Hadersleben und lernte insbesondere bei Paulsen, Sternhagen und Braumeister. Von Michaelis 1815 bis Michaelis 1820 studierte er in mehreren Fächern an Universitäten in Kiel, Halle und erneut Kiel. Ostern 1821 legte er in Schleswig das theologische Amtsexamen „mit rühmlicher Auszeichnung“ ab.
Nach dem Examen arbeitete Strodtmann als Lateinlehrer der Petrischule in Kopenhagen. Ab Ostern 1823 wirkte er als Kollaborator der Gelehrtenschule in Husum. Am 10. Dezember 1825 erhielt er einen Ruf als Subrektor nach Flensburg und begann die dortige Arbeit am 5. April 1826. Am 22. Mai 1828 heiratete er die Rektorentochter Louise Amalie Wolff (* 22. Mai 1808 in Flensburg). Das Ehepaar hatte die Söhne Adolph und Carl Friedrich Wolff.
1832 trat Strodtmann in die nordische Altertumsgemeinschaft in Kopenhagen ein. Er beschäftigte sich mit einem breiten Themengebiet, wozu in der Philologie die Klassik, Germanistik und Orientalistik gehörten. Außerdem arbeitete er als Übersetzer und Dichter. 
Am 20. Mai (11. Oktober) 1840 wechselte Strodtmann als Hauptpastor nach Hadersleben, wo er auf seinen Vater folgte. Er setzte sich durch eigenes Schaffen und Publikationen stets dafür ein, die Zusammenarbeit von Kirche, Schule und Wissenschaften zu verbessern und zu erweitern. Wie sein Vater bemühte er sich, Wirkung über den Berufskreis hinaus zu erreichen. Allen Widersprüchen trat er unbekümmert entgegen.
Die Schleswig-Holsteinische Erhebung beendete Strodtmanns Wirken in Flensburg. Als eindeutiger Vertreter deutscher Ansichten entließ ihn die Landesverwaltung am 21. Mai 1850 aus dem Amt. Strodtmann selbst beschrieb seine Ansichten hierzu in der „Satura“, die er Herzog Friedrich VIII. von Schleswig-Holstein widmete. Das Werk erschien erst 1864 und somit unter anderen politischen Realitäten als zum Zeitpunkt der Entlassung.
1851 ließ sich Strodtmann in Wandsbek nieder und arbeitete zunächst als Privatlehrer, zumeist in Hamburg. Danach widmete er sich ganz literarischen Arbeiten. Neben einer bereits zuvor verfassten Abhandlung zur Stimm- und Lautlehre schrieb er eine seinerzeit beachtete, umfassende Ausgabe des Horaz. Er gehörte zu den direkten Mitarbeitern Grimms und exzerpierte für dessen Deutsches Wörterbuch die Gedichte Friedrich Stolbergs und schrieb bis ins 90. Lebensjahr.
Die Universität Jena verlieh Strodtmann am 17. Juni 1857 die Ehrendoktorwürde.